# Carlo II Eugenio di Württemberg
Carlo II Eugenio di Württemberg (Bruxelles, 11 febbraio 1728 – Stoccarda, 24 ottobre 1793) fu duca del Württemberg dal 1737 fino alla sua morte.

## Biografia

### I primi anni

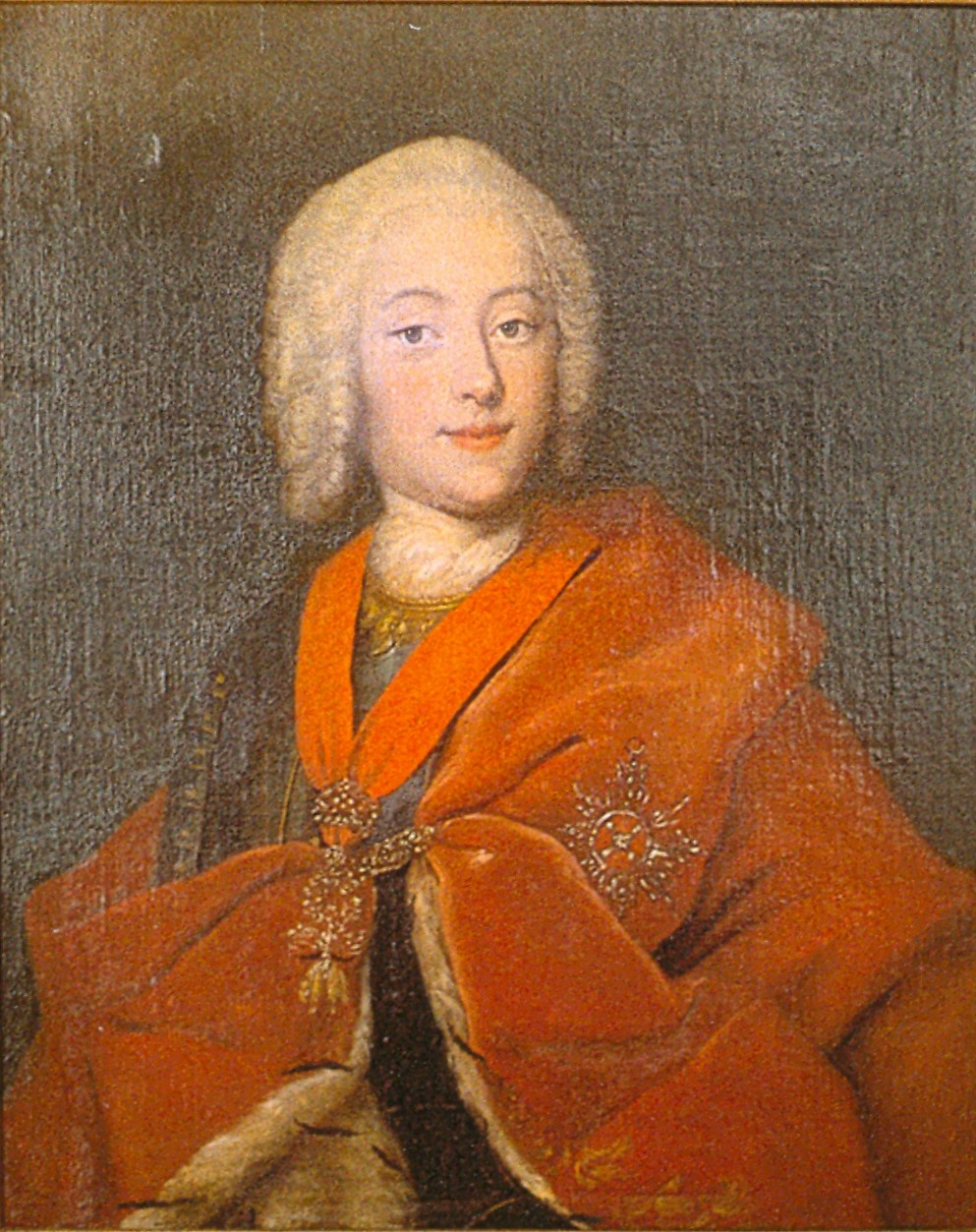
Il giovane Carlo II Eugenio

Carlo Eugenio, noto soprattutto col solo nome di Carlo, era il primo figlio maschio del duca Carlo Alessandro e della di lui moglie, Maria Augusta di Thurn und Taxis (11 agosto, 1706 – 1º febbraio, 1756).
Dal 1736 la sua educazione venne affidata alla sua nonna materna, la principessa di Lobkowicz, al quale il giovane duca ereditario rimarrà sempre molto affezionato. L'anno successivo, ad ogni modo, suo padre morì precocemente e Carlo Eugenio venne chiamato ad ascendere al trono paterno ancora novenne. Fino al raggiungimento della sua maggiore età, ad ogni modo, l'amministrazione del ducato venne affidata dapprima al duca Carlo Rodolfo di Württemberg-Neuenstadt (1667 – 1742) che gravò lo stato di insuccessi e si dimise nel 1738 lasciando la tutela in affidamento al duca Carlo Federico di Württemberg-Oels.
Nel frattempo, per sottrarlo all'influenza degli Asburgo, il giovane Carlo venne cresciuto a Berlino presso la corte di Federico II di Prussia finché, compiuti sedici anni, assunse direttamente i compiti di governo del Württemberg.

### Il governo del ducato

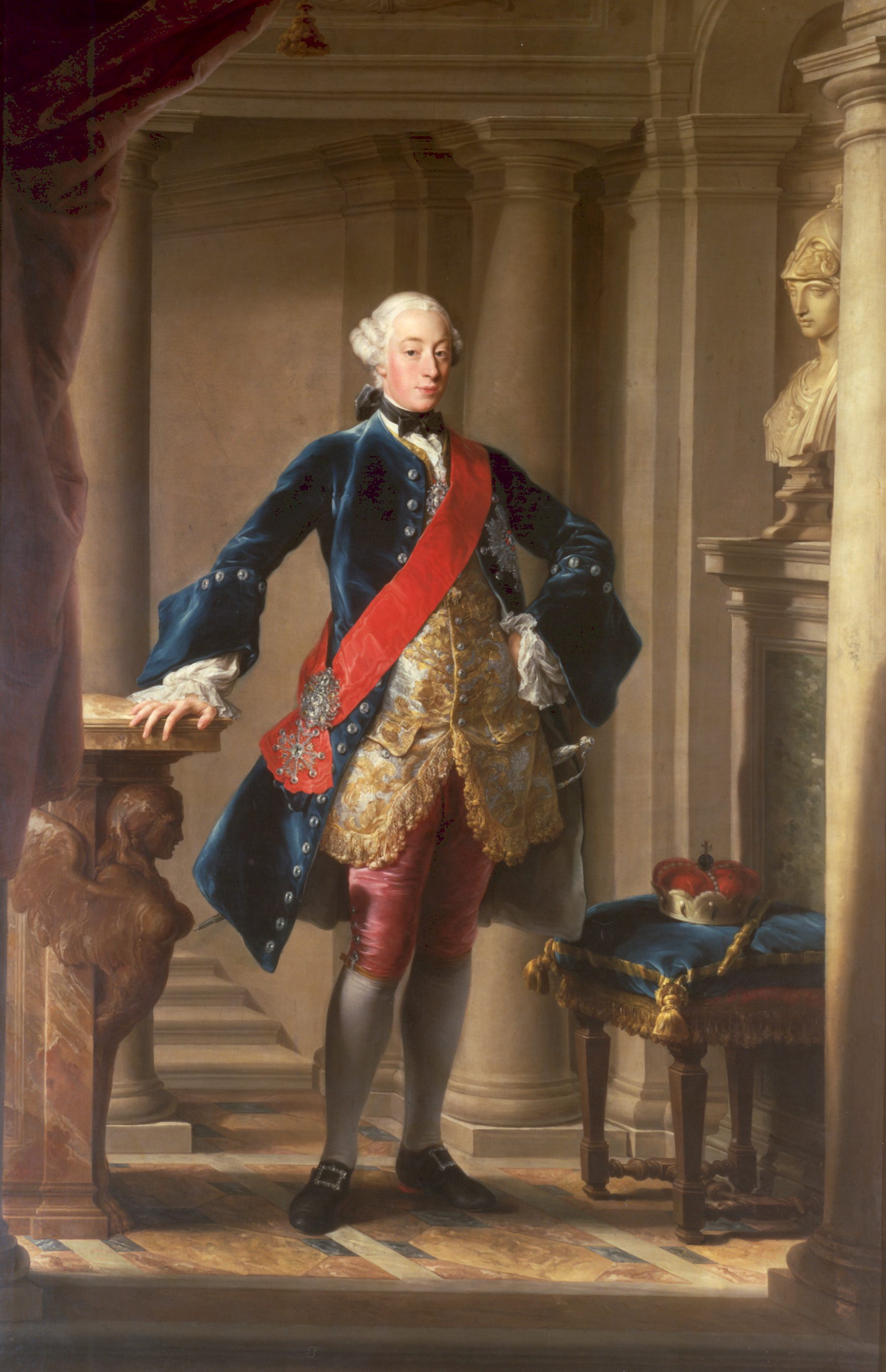
Carlo II Eugenio del Württemberg in un ritratto di Pompeo Batoni del 1753.

Morto Carlo Rodolfo di Württemberg-Neuenstadt ed ottenute pienamente le redini del governo del ducato nel 1744 con la dichiarazione della maggiore età, la prima preoccupazione di Carlo II Eugenio fu quella di far seppellire la salma del finanziere di origine ebraica Joseph Süß Oppenheimer, consulente finanziario di suo padre, che era stato fatto impiccare un anno dopo la morte di questi, a seguito di un processo molto discusso, dal reggente Carlo Rodolfo di Württemberg-Neuenstadt (4 febbraio 1738), ed il cui corpo rimase esposto al pubblico ludibrio in una gabbia di ferro per sei anni.
L'insediamento al governo del Württemberg da parte di Carlo Eugenio coincise con il culmine dell'assolutismo, ed il giovane duca fece di tutto per rendere la sua corte una delle più brillanti d'Europa. Con il dispendio di grandi mezzi finanziari che portò il Württemberg nuovamente sull'orlo della rovina, riunì presso la sua corte i migliori artisti di ogni settore, le feste del duca divennero leggendarie e furono eretti alcuni nuovi castelli (il Palazzo Nuovo di Stoccarda, il Castello Solitude e quello di Hohenheim). Seguì sapientemente le direttive già impartite a suo padre dall'Oppenheimer e portò il Württemberg ad una sempre crescente evoluzione moderna.
Nel 1765, Carlo Eugenio fondò la biblioteca pubblica di Ludwigsburg

### Un infelice matrimonio e un'unione morganatica
Nel 1741 Carlo Eugenio incontrò per la prima volta la nipote del re di Prussia, la principessa Elisabetta Federica Sofia di Brandeburgo-Bayreuth, figlia del Margravio Federico di Brandeburgo-Bayreuth, e la coppia si sposò nel 1748. Il matrimonio dei due, ad ogni modo, non durò a lungo: la principessa nell'autunno del 1756 ritornò alla corte di Bayreuth esasperata dalle continue storie d'amore del marito, noto per essere un grande amatore.
Il duca ebbe quindi campo libero per le diverse amanti con le quali convisse e dalle quali ebbe vari figli illegittimi. Nel 1771 conobbe la baronessa sposata Francesca Leutrum di Ertingen, nata baronessa di Bernerdin (1748–1811), che divenne anch'essa sua amante. Dopo il divorzio di quest'ultima (1772) e la morte della moglie Elisabetta Federica (1780), Carlo Eugenio sposò morganaticamente, nel 1785, Francesca che fu elevata al rango di contessa di Hohenheim.

### Gli ultimi anni di governo
Negli anni della vecchiaia Carlo Eugenio si dedicò ad accrescere il patrimonio agricolo del paese e l'istruzione. Gli storici non concordano su quanto avesse influito la sua seconda moglie sul cambiamento di Carlo da sovrano assolutista ed uomo gaudente a fondatore della rinomata scuola secondaria a lui intestata ed a solerte padre della patria. Con la seconda moglie Carlo intraprese numerosi viaggi lasciandone in proposito vari diari e si riappacificò con Friedrich Schiller che aveva lasciato il ducato qualche anno prima in contrasto con le azioni di governo.
Alla sua morte fu seppellito nel castello di Ludwigsburg; gli successero i fratelli Ludovico Eugenio e poi Federico Eugenio.

## Discendenza
Dalla prima moglie, Elisabetta Federica Sofia di Brandeburgo-Bayreuth, ebbe una sola figlia:
- Federica Guglielmina Augusta Luisa Carlotta, duchessa del Württemberg (Stoccarda, 19 febbraio 1750 – ivi, 12 marzo 1751)

Dopo la separazione de facto dalla prima moglie, si risposò morganaticamente nel 1785 con Francesca Leutrum di Ertingen, la quale si era separata dal marito, ma questa unione non portò altri eredi.
Carlo II Eugenio ebbe inoltre i seguenti figli illegittimi:
Dall'attrice Teresa Bonafoni:
- Carlo, (2 agosto 1768 – 30 aprile 1769)
- Carlo Borel, (18 maggio 1770 – morto suicida prima del 1821);

Da Eleonora Franchi:
- Eugenio (5 ottobre 1768 – verso il 1794);
- Eleonore de Franquemont (17 gennaio 1771 – 1833), andata sposa nel 1792 ad Albert Grimaud, Conte d'Orsay, (1772 – 1843);

Da Katharina Kurz:
- Carlo Davide di Franquemont (13 marzo 1769 – 20 luglio 1830), sposato nel maggio 1795 a Luise Sophie Henriette von Hügel, una delle figlie del barone Teobaldo von Hügel;

Da Regina Monti:
- Federico, conte di Franquemont, (Ludwigsburg, 5 marzo 1770 – 3 gennaio 1842);

Dall'attrice Luisa Toscani:
- Carlo di Ostheim (1761 – 1793);
- Carlo Alessandro di Ostheim (31 dicembre 1765 – dopo il 1821;

Da amanti non identificate:
- Carolina (31 dicembre 1755 – 14 maggio 1839);
- Carlotta (9 febbraio 1762 – 31 agosto 1811), sposata nel 1783 a Giulio Federico di Lützow;
- Federico Guglielmo (deceduto nel 1790).

## Ascendenza
|                                          |                                       |                                              | Genitori                                  |  |  | Nonni |  |  | Bisnonni                    |  |  | Trisnonni                        |  |
|                                          |                                       |                                              |                                           |  |  |       |  |  | Eberardo III di Württemberg |  |  | Giovanni Federico di Württemberg |  |
|                                          |                                       |                                              |                                           |  |  |       |  |  | Eberardo III di Württemberg |  |  | Giovanni Federico di Württemberg |  |
|                                          |                                       | Barbara Sofia di Brandeburgo                 |                                           |  |  |       |  |  | Eberardo III di Württemberg |  |  |                                  |  |
| Federico Carlo di Württemberg-Winnental  |                                       |                                              |                                           |  |  |       |  |  | Eberardo III di Württemberg |  |  |                                  |  |
|                                          |                                       | Anna Caterina Dorotea di Salm-Kyrburg        | Giovanni Casimiro di Salm-Kyrburg         |  |  |       |  |  |                             |  |  |                                  |  |
|                                          |                                       | Anna Caterina Dorotea di Salm-Kyrburg        | Giovanni Casimiro di Salm-Kyrburg         |  |  |       |  |  |                             |  |  |                                  |  |
|                                          |                                       | Anna Caterina Dorotea di Salm-Kyrburg        | Dorotea di Solms-Laubach                  |  |  |       |  |  |                             |  |  |                                  |  |
| Carlo I Alessandro di Württemberg        |                                       | Anna Caterina Dorotea di Salm-Kyrburg        |                                           |  |  |       |  |  |                             |  |  |                                  |  |
|                                          |                                       | Alberto II di Brandeburgo-Ansbach            | Gioacchino Ernesto di Brandeburgo-Ansbach |  |  |       |  |  |                             |  |  |                                  |  |
|                                          |                                       | Alberto II di Brandeburgo-Ansbach            | Gioacchino Ernesto di Brandeburgo-Ansbach |  |  |       |  |  |                             |  |  |                                  |  |
|                                          |                                       | Alberto II di Brandeburgo-Ansbach            | Sofia di Solms-Laubach                    |  |  |       |  |  |                             |  |  |                                  |  |
| Eleonora Giuliana di Brandeburgo-Ansbach |                                       | Alberto II di Brandeburgo-Ansbach            |                                           |  |  |       |  |  |                             |  |  |                                  |  |
|                                          |                                       | Sofia Margherita di Oettingen-Oettingen      | Gioacchino Ernesto di Oettingen-Oettingen |  |  |       |  |  |                             |  |  |                                  |  |
|                                          |                                       | Sofia Margherita di Oettingen-Oettingen      | Gioacchino Ernesto di Oettingen-Oettingen |  |  |       |  |  |                             |  |  |                                  |  |
|                                          |                                       | Sofia Margherita di Oettingen-Oettingen      | Anna Sibilla di Solms-Sonnenwalde         |  |  |       |  |  |                             |  |  |                                  |  |
| Carlo II Eugenio di Württemberg          |                                       | Sofia Margherita di Oettingen-Oettingen      |                                           |  |  |       |  |  |                             |  |  |                                  |  |
|                                          | Eugenio Alessandro di Thurn und Taxis | Lamoral Claudio Francesco di Thurn und Taxis |                                           |  |  |       |  |  |                             |  |  |                                  |  |
|                                          | Eugenio Alessandro di Thurn und Taxis | Lamoral Claudio Francesco di Thurn und Taxis |                                           |  |  |       |  |  |                             |  |  |                                  |  |
|                                          | Eugenio Alessandro di Thurn und Taxis | Anna Francesca Eugenia di Hornes             |                                           |  |  |       |  |  |                             |  |  |                                  |  |
| Anselmo Francesco di Thurn und Taxis     | Eugenio Alessandro di Thurn und Taxis |                                              |                                           |  |  |       |  |  |                             |  |  |                                  |  |
|                                          |                                       | Anna Adelaide di Fürstenberg-Heiligenberg    | Ermanno Egon di Fürstenberg-Heiligenberg  |  |  |       |  |  |                             |  |  |                                  |  |
|                                          |                                       | Anna Adelaide di Fürstenberg-Heiligenberg    | Ermanno Egon di Fürstenberg-Heiligenberg  |  |  |       |  |  |                             |  |  |                                  |  |
|                                          |                                       | Anna Adelaide di Fürstenberg-Heiligenberg    | Maria Francesca di Fürstenberg-Stühlingen |  |  |       |  |  |                             |  |  |                                  |  |
| Maria Augusta di Thurn und Taxis         |                                       | Anna Adelaide di Fürstenberg-Heiligenberg    |                                           |  |  |       |  |  |                             |  |  |                                  |  |
|                                          |                                       | Ferdinando Augusto Leopoldo di Lobkowicz     | …                                         |  |  |       |  |  |                             |  |  |                                  |  |
|                                          |                                       | Ferdinando Augusto Leopoldo di Lobkowicz     | …                                         |  |  |       |  |  |                             |  |  |                                  |  |
|                                          |                                       | Ferdinando Augusto Leopoldo di Lobkowicz     | …                                         |  |  |       |  |  |                             |  |  |                                  |  |
| Maria Ludovica Anna di Lobkowicz         |                                       | Ferdinando Augusto Leopoldo di Lobkowicz     |                                           |  |  |       |  |  |                             |  |  |                                  |  |
|                                          |                                       | Maria Anna di Baden-Baden                    | …                                         |  |  |       |  |  |                             |  |  |                                  |  |
|                                          |                                       | Maria Anna di Baden-Baden                    | …                                         |  |  |       |  |  |                             |  |  |                                  |  |
|                                          |                                       | Maria Anna di Baden-Baden                    | …                                         |  |  |       |  |  |                             |  |  |                                  |  |
|                                          |                                       | Maria Anna di Baden-Baden                    |                                           |  |  |       |  |  |                             |  |  |                                  |  |